# دفترچه خاطرات کفش قرمز
دفترچه خاطرات کفش قرمز (به انگلیسی: Red Shoe Diaries) نام مجموعه تلویزیونی اروتیک آمریکایی است که بین سال‌های ۱۹۹۲ تا ۱۹۹۹ میلادی، توسط شبکه تلویزیون کابلی شوتایم در آمریکا و توسط شبکه تلویزیونی پلی‌بوی در سراسر دنیا پخش می‌شد.
دفترچه خاطرات کفش سرخ برای افراد بزرگسال تهیه شده بود و دارای صحنه‌های زیادی از هم‌آغوشی جنسی بود.

## موضوع داستان‌ها
تمام داستان‌های دفتر خاطرات کفش سرخ با نشان دادن ستونی با نام «کفش سرخ» از یک روزنامه محلی آغاز می‌شد که در آن از خانم‌ها خواسته شده بود تا خاطرات خود را از هم‌آغوشی با زنان یا مردانی که با آن‌ها در گذشته هم‌خوابگی کرده‌اند را در آن ستون به چاپ برساندد و سپس هر قسمت مجموعه تلویزیونی دفتر خاطرات کفش سرخ به نشان دادن خاطرات خانمی که خاطراتش را در ستون «کفش سرخ» به چاپ رسانده بود، اختصاص می‌یافت.

## دست‌اندرکاران
کارگردانی دفترچه خاطرات کفش قرمز بر عهده زلمان کینگ بود. هم‌چنین بر اساس داده‌های بانک اطلاعات اینترنتی فیلم‌ها، اسدالله نیک‌نژاد تهیه‌کنندگی اجرایی تعدادی از قسمت‌های آن را بر عهده داشت.